# MESDC2
MESDC2‏ (Mesoderm development LRP chaperone) هوَ بروتين يُشَفر بواسطة جين MESDC2 في الإنسان.